# Neusas marshalli
Neusas marshalli is een slakkensoort uit de familie van de Tornidae. De wetenschappelijke naam van de soort is voor het eerst geldig gepubliceerd in 1925 door Sykes.